# Bundesautobahn 293
La Bundesautobahn 293, abbreviata anche in A 293, è una autostrada tedesca, lunga quasi 9 km, che collega tra di loro le autostrade A 28 e A 29, attraversando la città di Oldenburg in Bassa Sassonia.

## Percorso
| A 293 |           |                       |     |                |
| Tipo  | n° uscita | Indicazione           | km  | Corrispondenze |
|       |           | Inizio autostrada     | 8,8 |                |
|       | 7         | AK Oldenburg-Nord     | 7,4 |                |
|       | 8         | Oldenburg-Etzhorn     | 4,7 |                |
|       | 9         | Oldenburg-Nadorst     | 2,5 |                |
|       | 10        | Oldenburg-Burgerfelde | 1,5 |                |
|       | 11        | AD Oldenburg-West     | 0,2 |                |